# Villa Il Palagio
La villa Il Palagio si trova a Campi Bisenzio, nel quartiere di San Lorenzo.
Attestata già nel XVI secolo come possedimento degli Strozzi, fu poi ricostruita nelle forme attuali nel XVIII secolo. Dopo diversi passaggi di proprietà, la villa fu acquistata dalla famiglia Melchior, la cui ultima discendente la lasciò per testamento alla Misericordia locale, che ne ha curato un accurato e sapiente restauro.
Il Palagio è tra le ville meglio conservate del territorio ed è immersa in un monumentale parco, circondato da un canale delimitante la proprietà della villa. Una delle grandi porte in legno proviene dalla facciata di Santa Maria del Fiore.
Oggi la villa ospita una scuola materna e "Casa Diletta", una struttura ricettiva creata dalla Misericordia per ospitare i parenti dei ricoverati di fuori zona negli ospedali fiorentini.